# RYB
RYB (Red, Yellow, Blue = Vermelho, Amarelo, Azul) é um modelo histórico de síntese subtrativa de cor. Atualmente, sabe-se que este modelo é cientificamente incorreto, mas ainda assim é bastante utilizado em artes plásticas. Neste modelo, as cores primárias são o vermelho, o amarelo e o azul, com as respectivas complementares secundárias laranja, verde e púrpura. Atualmente, contudo, considera-se o CMYK como o melhor modelo subtrativo, capaz de representar todas as cores perceptíveis pelo olho humano. O RYB historicamente era usado no lugar do CMYK porque eram muito raros os pigmentos naturais de cor ciano e magenta, daí serem substituídos, respectivamente, pelo azul e pelo vermelho.

## Roda de cores

Roda padrão de cores RYB

Assim como os modelos RGB e CMYK, o modelo RYB também adota uma roda de cor, dispostas em forma de uma tríade, formadas por três cores eqüidistantes numa roda particular.

## História

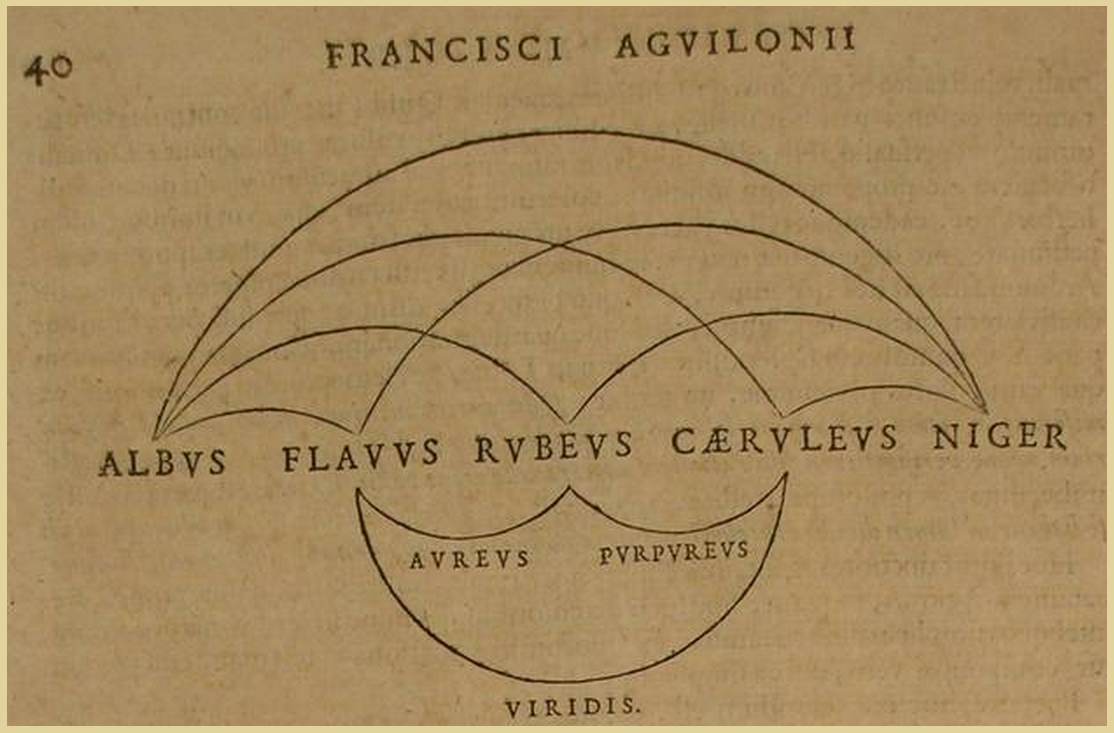
Modelo mais antigo de três cores primárias: François de Aguilon, 1613.

O modelo tradicional de três cores primárias foi precedido por um modelo mais antigo de quatro primárias:

### Modelo antigo de coloração com quatro primárias
Os antigos gregos, sob a influência de Aristóteles, Demócrito e Platão, consideravam que havia quatro cores básicas que coincidiam com os quatro elementos: terra (ocre), céu (azul), água (verde) e fogo (vermelho), enquanto preto e branco representavam a luz do dia e a escuridão da noite. O sistema de quatro cores é formado pelas primárias amarelo, verde, azul e vermelho, e foi apoiado por Alberti em seu "De Pictura" (1436), usando o retângulo, o losango e a roda de cores ou roda de cores para representá-los.

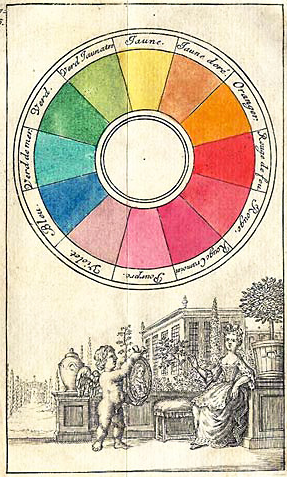
Círculo de cores de 1708, baseado nas cores primárias azul, vermelho e amarelo.

Leonardo da Vinci apoiou esse modelo em 1510, embora hesitasse em incluir o verde, observando que o verde poderia ser obtido misturando azul e amarelo. Também Richard Waller, em seu "Catálogo de Cores Simples e Misturadas" (1686), representou graficamente essas quatro cores em um quadrado. Estas quatro cores têm sido muitas vezes referidas como "as cores psicológicas primárias".

### Coloração tradicional com três primárias
O primeiro caso conhecido de coloração tricromática (de 3 primárias) pode ser encontrado em um trabalho sobre óptica do pensador belga Franciscus Aguilonius em 1613, que em seu "Opticorum libro sex, philosophis iuxta ac mathatilis utiles" em latim, representou graficamente as cores flavvus, rvbevs e cærvlevs (amarelo, vermelho e azul) dando origem às cores intermediárias avrevs, viridis e pvrpvrevs (laranja, verde e roxo) e sua relação com os extremos albvs e niger (branco e preto). No entanto, a ideia de três cores primárias é mais antiga, pois Aguilonius defendia a visão conhecida desde a Idade Média de que as cores amarelo, vermelho e azul eram as cores básicas ou "nobres" das quais todas as outras são cores derivadas.

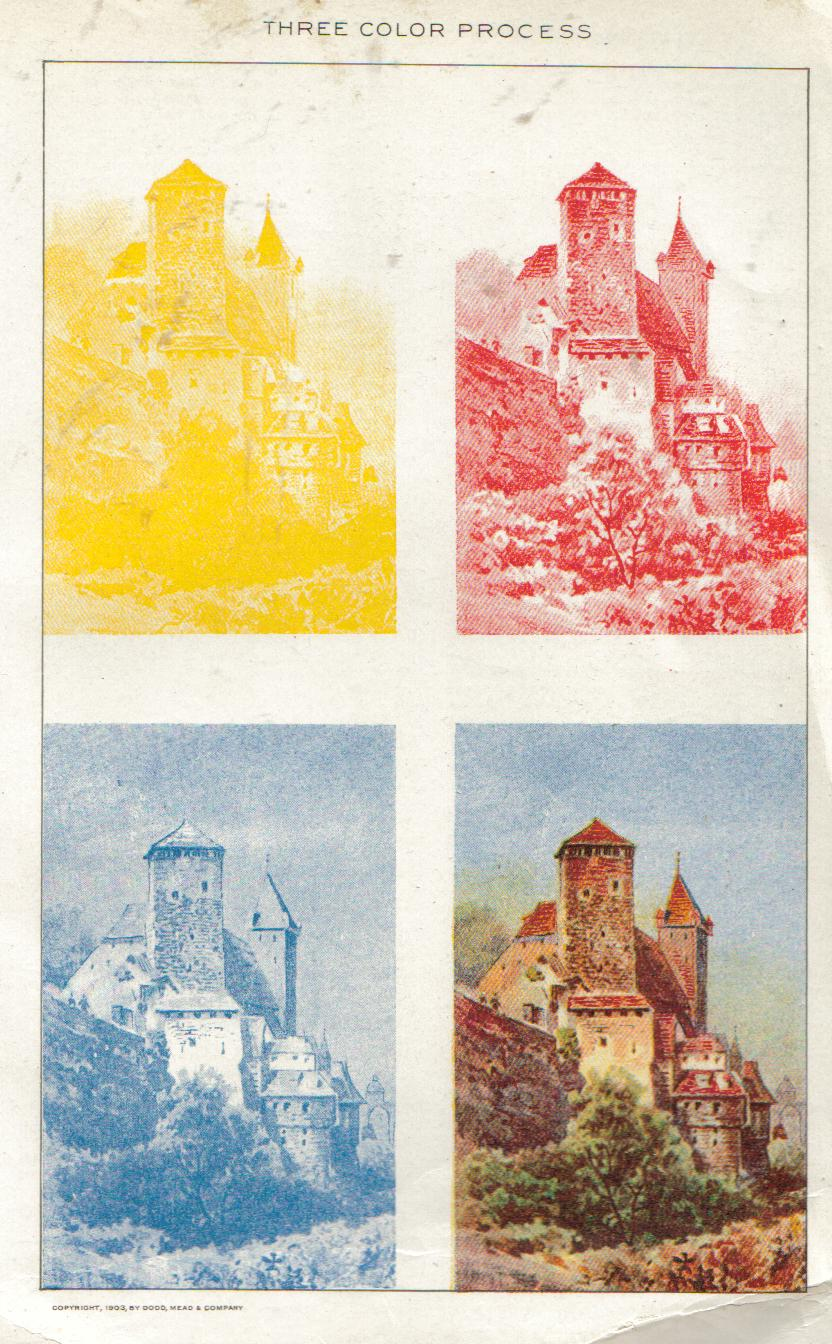
Uso na impressão de livros coloridos em 1902 através do chamado "processo tricolor".

Este modelo foi usado para impressão por Jacob Christoph Le Blon em 1725 e o chamou de Coloritto ou harmonia de cores, afirmando que as cores primitivas (primárias) são amarelo, vermelho e azul, enquanto as secundárias são laranja, verde e roxo ou violeta.
Em 1766, Moses Harris desenvolveu uma roda de cores de 18 cores com base neste modelo, incluindo uma gama mais ampla de cores adicionando derivados claros e escuros. Durante os séculos XVIII e XIX , este modelo de coloração foi apoiado por muitosautores que deixaram ilustrações que ainda hoje podem ser apreciadas, como Louis-Bertrand Castel (1740), o sistema de cores de Tobias Mayer (1758), Moses Harris (1770-76), Ignaz Schiffermuller ( 1772), Baumgartner e Muller (1803), Sowerby (1809), Runge (1809), a popular "Teoria das Cores" (1810) de Goethe, Gregoire (1810- 20), Merimee (1815-30-39), Klotz (1816), G. Field (1817-41-50), Hayter (1826), a "Lei do Contraste Simultâneo de Cores" (1839) por Chevreul e muitos outros.
Para os séculos XX, os pigmentos naturais dão lugar aos sintéticos. A invenção da ftalocianina e derivados da quinacridona, ampliou a gama de azuis e vermelhos primários, aproximando-se das cores subtrativas ideais e dos modelos CMY e CMYK.

## O que realmente são as 3 cores primárias tradicionais?

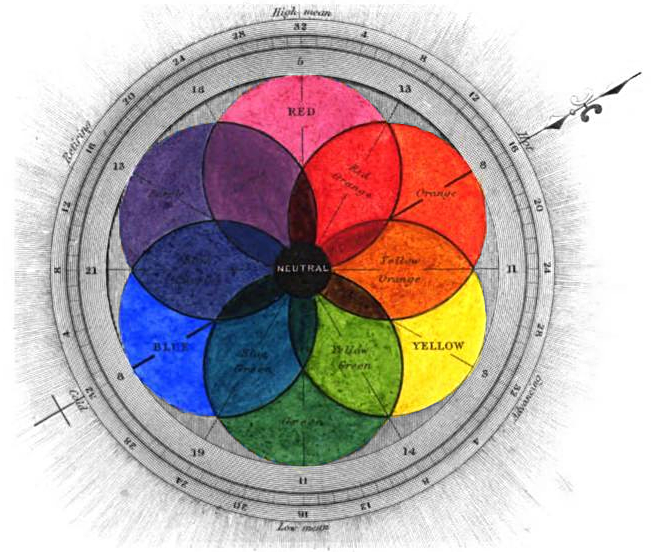
Modelo do químico George Field de 3 cores primárias apresentado em seu "Chromatography; or, a treatise on colors and pigments, and of their powers in painting" em 1841.

De acordo com a educação escolar e artística que se dá hoje, é muito comum a referência ao azul, vermelho e amarelo como cores primárias e elas são pensadas em seus tons mais vivos. Da mesma forma, a comercialização dos meios de coloração utilizados no estudo elementar das artes plásticas contribui para a confusão na compreensão deste modelo.
No entanto, como se pode constatar ao conhecer os estudos dos séculos anteriores, as cores utilizadas nas artes plásticas, na decoração, nos têxteis e na impressão dependem dos pigmentos de cada época, que neste caso eram naturais. Assim, o vermelho primário, ou "primitivo" como era chamado na época, era na verdade a busca por um tom claro de carmine, alizarin carmine, carmesim ou escarlate. O azul primitivo teria procurado tons claros de Natural Ultramarine Blue, Prussian Blue, Cobalt Blue Pictorial ou azul cerúleo genuíno; Louis Castel propôs em 1740 o céu azul ou céu.

Bandeira da Gran Colombia descrita por Francisco de Miranda em 1801, inspirada nas tradicionais cores primárias e da qual derivam as atuais bandeiras da Colômbia, Venezuela e Equador.

Comparando essas cores primárias clássicas com as primárias atuais podemos ver:
| vermelho puro      | , aditivo primário (rgb 255-0-0)             |
| vermelho primitivo | , primária tradicional (rgb 247-85-129)      |
| vermelho magenta   | , primária subtrativa padrão (rgb 245-0-135) |
| Magenta            | , primário subtrativo ideal (rgb 255-0-255)  |

Da mesma forma com o blues:
| azul puro      | , aditivo primário (rgb 0-0-255)             |
| azul primitivo | , primário tradicional (rgb 67-155-206)      |
| Azul-ciano     | , primário subtrativo padrão (rgb 0-176-246) |
| ciano          | , primário subtrativo ideal (rgb 0-255-255)  |

E amarelos:
| amarelo primitivo | , primária tradicional (rgb 255-220-70)      |
| amarelo padrão    | , primário subtrativo padrão (rgb 255-233-0) |
| amarelo puro      | , primário subtrativo ideal (rgb 255-255-0)  |

Como pode ser visto, as cores primárias tradicionais são muito parecidas com as primárias atuais usadas, por exemplo, na impressão, então podemos afirmar que o modelo CMYK de hoje teria derivado do modelo RYB tradicional. Denominações como ciano e magenta apareceram apenas no início do século XX.